# Киреево (Татарстан)
Киреево (тат. Кири) — деревня на правобережной, Нагорной стороне Зеленодольского района Республики Татарстан. Входит в состав Большеачасырского сельского поселения.

## Расположение
Расположена на обоих берегах реки Бува при впадении в неё левого притока Горлинки. С восточной стороны от деревни расположена железнодорожная платформа 21 км (Киреево) на линии Свияжск—Сызрань.

## История
Впервые упоминается в 1651 году. До реформы 1861 года жители относились к категории помещичьих крестьян.
Согласно «Спискам населённых мест Российской империи» по состоянию на 1859 год во владельческой деревне Пучегино (Киреевой): 37 дворов крестьян, население — 91 душ мужского пола и 100 женского, всего — 191 человек.

## Население
35 (2010)